# 模进结构
在音乐曲式学中，模进结构是指某一结构(经常是乐句或乐节)进行多次的模进陈述。一般在陈述过程中，在不失模进性质的前提下，可有一些自由和变化。如模进环节的扩充或紧缩，模进步伐(指模进环节之间的音程关系)的改变等等。模进结构可出现在曲式的任何部位。肖邦《a小调前奏曲》、贝多芬《c小调第五钢琴奏鸣曲》第一乐章的连接部(从32小节起)等都是模进结构的典型范例。